# لونگوطه
لونگوطه یا لَنگی یکی از پوشاک سنتی مردان بلوچ است که در نواحی مختلف بلوچستان (در ایران، پاکستان و افغانستان) مورد استفاده قرار می‌گیرد. این پوشش معمولاً پارچه‌ای بلند و سبک است که به دور سر، گردن یا کمر بسته می‌شود. لونگوطه بخشی از هویت فرهنگی قوم بلوچ به‌شمار می‌آید و در زندگی روزمره، آیین‌ها و مناسبت‌های سنتی کاربرد دارد.

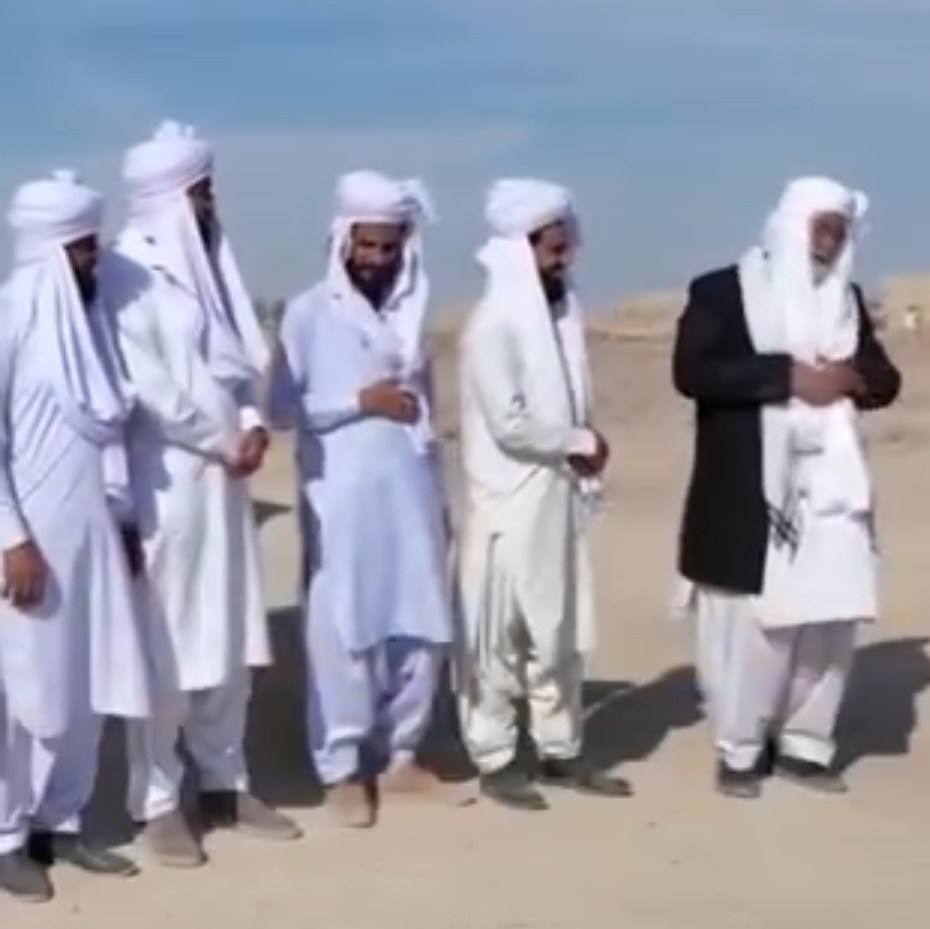
لونگوته بلوچی بر سر مردان بلوچ

## ویژگی‌ها
لونگوطه معمولاً از پارچه‌ای نخی یا پنبه‌ای تهیه می‌شود که طول آن بین ۲ تا ۱۰ متر و عرض آن حدود نیم متر است. رنگ این پارچه غالباً سفید، نخودی یا خاکی است. در استفاده معمول، این پارچه به‌صورت عمامه به دور سر پیچیده می‌شود و سرِ آزاد آن از پشت سر تا روی شانه یا کمر آویزان می‌ماند. در برخی موارد نیز به صورت شال روی شانه یا به‌عنوان کمربند بسته می‌شود. این نوع پوشش با شرایط اقلیمی گرم و خشک بلوچستان سازگاری دارد.

## نام‌های دیگر
در مناطق مختلف بلوچستان، واژه‌هایی مانند پاگ، پاک، لَنگی و لانگی نیز برای این پوشش به‌کار می‌رود. این واژه‌ها گاه به‌صورت مترادف و گاه با تفاوت‌های محلی کاربرد دارند.

## کاربرد
لونگوطه در میان مردان بلوچ، علاوه بر کاربرد عملی، نشانه‌ای از هویت قومی و احترام اجتماعی به‌شمار می‌رود. بزرگان و ریش‌سفیدان بلوچ اغلب از این پوشش استفاده می‌کنند. استفاده از آن در مراسم سنتی، عروسی‌ها، نشست‌های قومی و آیین‌های بلوغ رایج است. همچنین در فعالیت‌های روزمره مانند کشاورزی یا سفر نیز به‌کار می‌رود و گاهی به عنوان ماسک موقت، دستمال یا زیرانداز استفاده می‌شود.

## جایگاه فرهنگی
لونگوطه یکی از عناصر مهم در لباس سنتی مردان بلوچ است و به‌عنوان نمادی از تعلق فرهنگی شناخته می‌شود. در برخی آیین‌های محلی، بستن لونگوطه نشانه‌ای از بلوغ، موقعیت اجتماعی یا عضویت در یک گروه قومی خاص است. این پوشش ساده، سبک و کاربردی به‌دلیل طراحی سنتی‌اش هنوز هم در بسیاری از مناطق روستایی و عشایری بلوچستان رواج دارد.

## استفاده در میان سایر اقوام
با توجه به زیبایی و کارایی لونگوطه، برخی اقوام دیگر نیز در مناطق هم‌جوار از این نوع پوشش استفاده کرده‌اند. در برخی جشنواره‌های فرهنگی و نمایشگاه‌های لباس اقوام ایرانی، لونگوطه به‌عنوان نمایندهٔ پوشاک سنتی جنوب شرق ایران معرفی می‌شود.

## وضعیت امروزی
با وجود گسترش پوشاک مدرن، لونگوطه هنوز هم در میان مردان بلوچ، به‌ویژه در مناطق روستایی و عشایری، کاربرد گسترده دارد. در سال‌های اخیر، برخی طراحان محلی تلاش کرده‌اند این پوشش سنتی را با عناصر نوین تلفیق کرده و آن را در قالب‌های جدیدتری وارد بازار پوشاک کنند.